# Mario Rubio
Mario Rubio García (Cuenca, 2 de julio de 1978) es un fotógrafo español especializado en fotografía nocturna, teniendo preferencia por la fotografía urbana, el paisaje natural, la fotografía astronómica y los fisiogramas (light painting).

## Biografía
Mario Rubio se licenció en Magisterio en la Universidad de Castilla-La Mancha, en su ciudad natal, estudios que prolongó en Inglaterra.
Desde el año 2008, su labor profesional se centra en la fotografía, habiendo impartido clases en diferentes instituciones y formando parte actualmente del equipo de AEFONA (Asociación Española de Fotógrafos de Naturaleza).
Actualmente es uno de los fotógrafos más populares dentro del campo de la fotografía nocturna en España, área en la que es un experto y sobre la que imparte numerosos cursos, conferencias y clases magistrales.
Ha impartido cursos de fotografía nocturna en Cuba en el año 2013, 2015, en Costa Rica en 2017, Chile en 2017 y 2018, Colombia en 2018 y Argentina en 2019. 
Ha organizado tours fotográficos en Tenerife y viajes fotográficos a Islandia.

## Publicaciones
- 2014. El Fotógrafo en la noche.[5]